# Piansano
Piansano is een gemeente in de Italiaanse provincie Viterbo (regio Latium) en telt 2232 inwoners (31-12-2004). De oppervlakte bedraagt 26,5 km², de bevolkingsdichtheid is 83,96 inwoners per km².

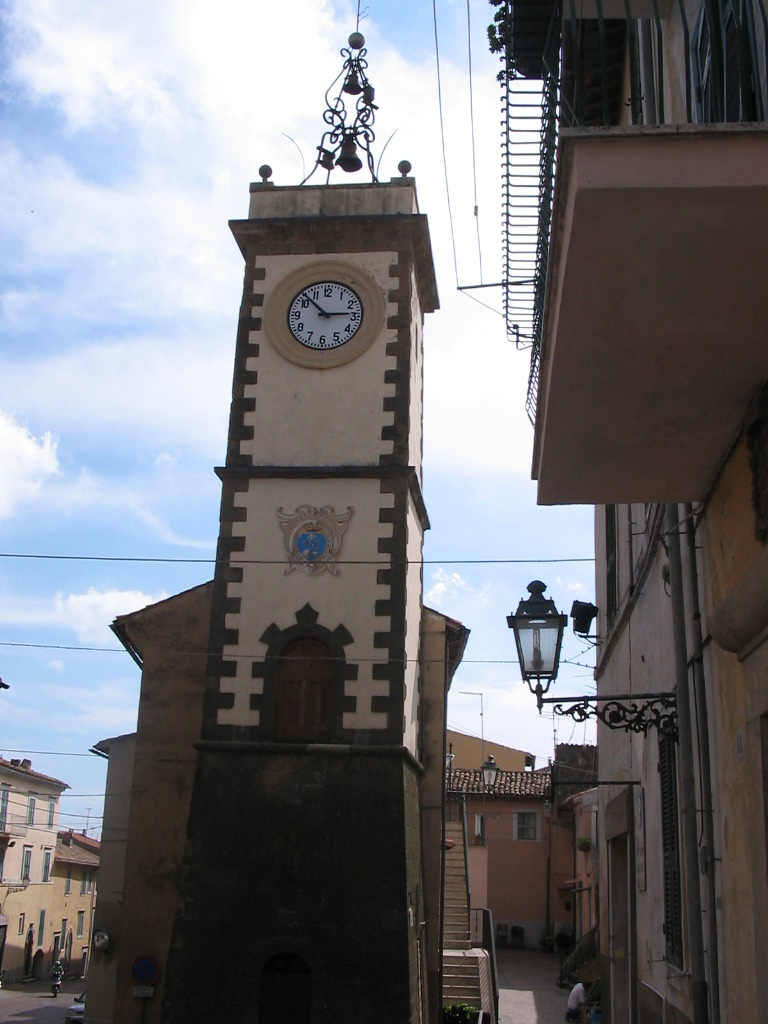
Toren van Piansano
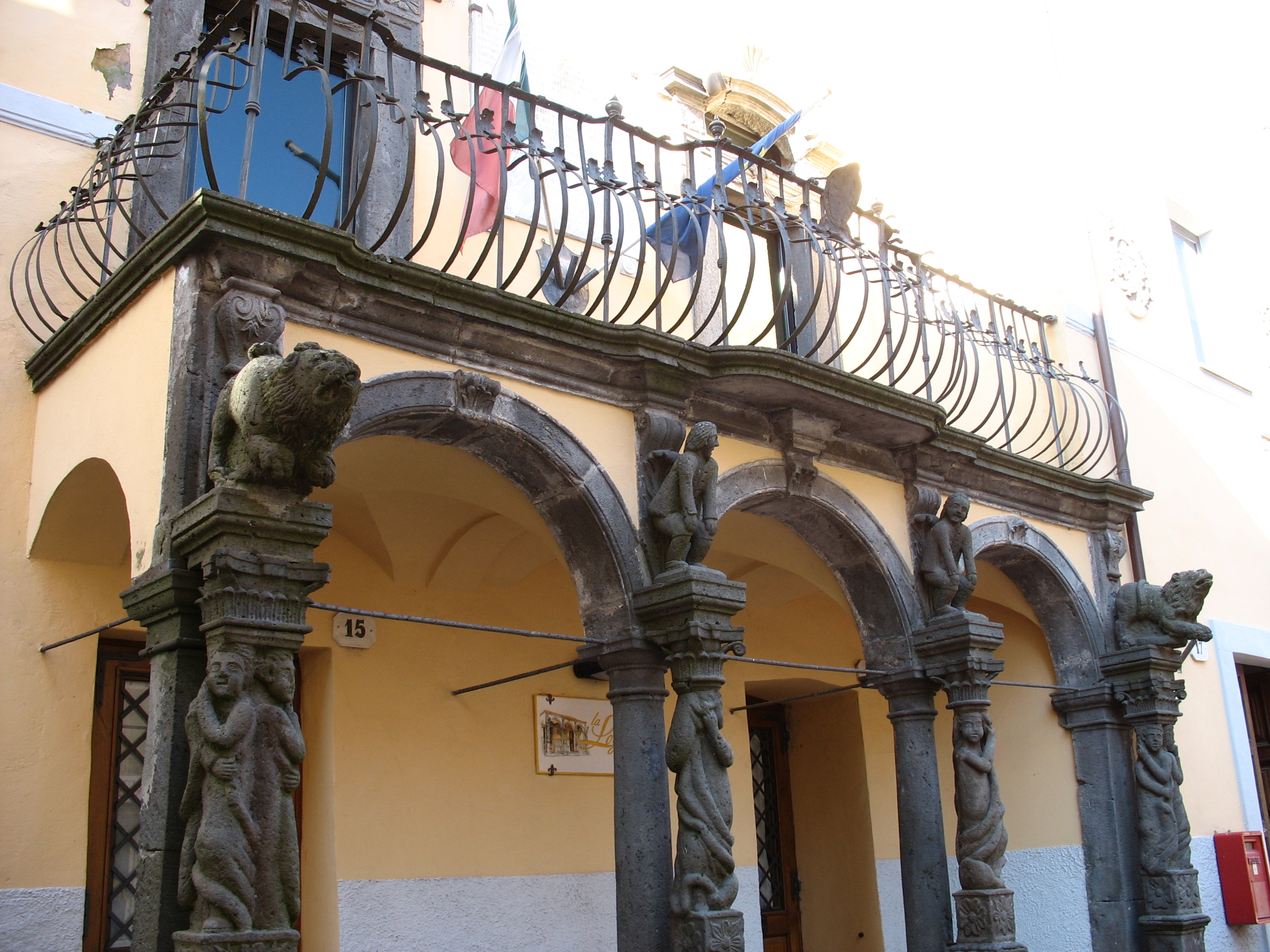
Gemeentehuis

## Demografie
Piansano telt ongeveer 887 huishoudens. Het aantal inwoners daalde in de periode 1991-2001 met 3,7% volgens cijfers uit de tienjaarlijkse volkstellingen van ISTAT.
| Jaar | Inwoneraantal |
| ---- | ------------- |
| 1991 | 2306          |
| 2001 | 2220          |

## Geografie
De gemeente ligt op ongeveer 409 m boven zeeniveau.
Piansano grenst aan de volgende gemeenten: Arlena di Castro, Capodimonte, Cellere, Tuscania, Valentano.